# Östra Deje
Östra Deje är en småort i Nedre Ulleruds distrikt (Nedre Ulleruds socken) i Forshaga kommun, som ligger en bit söder om tätorten Deje. från 1995 till 2015 var den av SCB klassad som en separat småort. Vid 2015 års småortsavgränsning hade orten vuxit samman med Tången-Rudshults småort,, men vid avgränsningen 2020 blev den åter klassad som en separat småort.
Orten har ett fotbollslag, Östra Deje IK, där bland annat Stefan Holm spelar.